# Andrzej Grabowski
Andrzej Piotr Grabowski, né le 15 mars 1952 à Chrzanów, est un acteur, chanteur et humoriste polonais. Il est surtout connu pour avoir joué le rôle de Ferdynand Kiepski dans la série télévisée Świat według Kiepskich (en).

## Carrière
Grabowski obtient un diplôme de l'Académie Ludwik Solski pour les arts dramatiques de Cracovie en 1974. Pendant ses études à Cracovie, Grabowski fait ses débuts dans le long métrage Odejścia, powroty.
Peu de temps après, il se produit au Théâtre Juliusz-Słowacki. Deux ans plus tard, il joue dans la pièce Przepraszam, czy tu biją. Il ne joue que des seconds rôles dans des films jusqu'en 1989, alors qu'il joue l'un des personnages principaux du film Kapitał, czyli jak zrobić pieniądze w Polsce.
Grabowski acquiert une grande popularité en 1999 lorsqu'il joue le personnage principal Ferdynand Kiepski dans la série télévisée Świat według Kiepskich.
Les autres apparitions notables de Grabowski incluent le clip de Pokaż mi niebo, une chanson du groupe polonais Feel, et la troisième saison de la version polonaise du jeu télévisé français Fort Boyard . Il est également connu pour son doublage polonais de personnages dans des films tels que Toy Story 3 et Chicken Little .
En 2007, Grabowski reçoit la Médaille du Mérite à la Culture – Gloria Artis pour sa contribution exceptionnelle à la culture polonaise.

## Vie privée
Grabowski divorce de l'actrice Anna Tomaszewska (pl) en 2008. Le couple a deux filles : Zuzanna et Katarzyna.
Le 12 juin 2009, Grabowski épouse Anita Kruszewska, une maquilleuse. Son témoin est l'acteur polonais Jan Nowicki.

## Filmographie

### Cinéma
- 1976 : Dulscy : travailleur de bureau
- 1990 : Kapitał, czyli jak zrobić pieniądze w Polsce : Stefan Sapieja
- 1994 : Cudowne miejsce : Lune
- 1994 : Śmierć jak kromka chleba : Mineur
- 1995 : Colonel Kwiatkowski : Prêtre
- 1995 : Polska śmierć : Sergent
- 1998 : Prostytutki : père d'Ula
- 1998 : Love Me and Do Whatever You Want : sergent recherchant Sławek
- 1998 : La ballata dei lavavetri : Paweł
- 1999 : Par le fer et par le feu
- 1999 : Odwrócona góra albo film pod strasznym tytułem
- 2000 : The Tale of Mrs. Doughnut : Palacz
- 2001 : Edges of the Lord : Kluba
- 2002 : Jak to się robi z dziewczynami : Zenon
- 2002 : Golden Tears
- 2002 : E=mc2 : Zając
- 2002 : Day of the Wacko : Voisin
- 2002 : Kariera Nikosia Dyzmy : Roman Kiliński
- 2003 : Zróbmy sobie wnuka : Maniek Kosela
- 2003 : Superprodukcja : Napoleon
- 2004 : Atrakcyjny pozna panią : Wacław
- 2005 : Diabeł : Franciszek
- 2005 : Pitbull : Jacek Goc "Gebels"
- 2006 : Strike : Sobieski
- 2006 : Dublerzy : Leon May
- 2006 : We're All Christs : ami d'Adas
- 2007 : Świadek koronny : Jaroslaw Kowalik 'Kowal'
- 2008 : Little Moscow
- 2008 : Senność : Père
- 2008 : Mr. Kuka's Advice : Kuka
- 2008 : Jak żyć? : Prisonnier
- 2008 : The Chauffeur : Modrak
- 2009 : La Bataille de Westerplatte : Adolf Petzelt
- 2009 : Od pełni do pełni : Kaminski
- 2010 : Skrzydlate świnie : Edzio
- 2010 : Milion dolarów : Tomuś
- 2010 : Piksele : Grave-digger
- 2012 : Operation H2O : Radek Szczemborski
- 2014 : Secret Wars
- 2015 : Demon : père de Zaneta
- 2017 : Spoor : réalisateur
- 2018 : Le Fléau de Breslau : procureur

### Séries télévisées
- 1997 : Der Kapitan : Eike
- 1997 : Boża podszewka : Andrzej Jurewicz
- 1997 : Spellbinder: Land of the Dragon Lord : Gan
- 1998 : Sława i chwała : Golicz
- 1999—présent : Świat według Kiepskich : Ferdynand Kiepski
- 2000 : Liceum czarnej magii : Tomasz Jarski
- 2001 : Klinika pod wyrwigroszem : Homme
- 2002 : Na dobre i na złe : Père Kudelko
- 2004-2006 : Złotopolscy : Andrzej Złotopolski
- 2005 : Boża podszewka. Część druga : Andrzej Jurewicz
- 2005-2008 : Pitbull : Jacek Goc 'Gebels'
- 2006 : La nounou : Lucjan Furman
- 2006 : Hela w opałach : Policier
- 2007 : Odwróceni : Jaroslaw 'Kowal' Kowalik
- 2007 : Ja wam pokażę! : Un sans-abris
- 2007-2009 : Tylko miłość : Max Wolar
- 2009 : Naznaczonie : Puchalik
- 2009 : Lunatycy : Wacław - père de Kama
- 2009 : Ojciec Mateusz : Coach Sylwester
- 2010-aujourd'hui : Blondynka : Traczyk
- 2010 : Duch w dom : Kazimierz
- 2010 : Nowa : Janusz Sochon

## Doublage en polonais
- 2001 : Abrafax i piraci z Karaibów : Capitaine
- 2003 : Frère des ours : Rutt
- 2005 : Harry Potter et la Coupe de Feu : Alastor Maugrey
- 2005 : Chicken Little : Buck "As" Gloussement
- 2007 : Enchanté : Nathaniel
- 2007 : Harry Potter et l'Ordre du Phénix : Alastor Maugrey
- 2008 : Les Chimpanzés de l'espace : Dr Jagu
- 2008 : Course de vitesse : Papa
- 2009 : Gwiazda Kopernika
- 2009 : Course à la Montagne des Sorcières : Burke
- 2010 : Harry Potter et les Reliques de la Mort, partie 1 : Alastor Maugrey
- 2010 : Toy Story 3 : L'ours Lots-O'-Huggin'

## Discographie
| Mam prawo...czasami... banalnie                                                                   | - Sortie : 29 novembre 2010 - Label : Universal Music Pologne - Formats : CD, CD+DVD, téléchargement numérique | 36 |
| Cudne jest nudne                                                                                  | - Sortie : 18 juin 2013 - Label : Universal Music Pologne - Formats : CD, téléchargement numérique             | 30 |
| "—" désigne un enregistrement qui n'a pas été répertorié ou n'a pas été publié sur ce territoire. | |    |